# El Creador (diamante)
Este artículo trata sobre el diamante ruso; para otros usos, véase Creador
El Creador (del ruso: Творец) es un diamante en bruto coloreado de 298,48 quilates. Se trata del tercer diamante más grande con calidad de gema hallado en Rusia o el territorio de la antigua Unión Soviética (tras el 26º Congreso del PCUS y el Alexander Pushkin) y uno de los mayores del mundo en 2016. Se halló en una fábrica dedicada a la minería de placer situada en el área del Bajo Lena (Yakutia, Distrito federal del Lejano Oriente) en 2004. Es propiedad del Gobierno de la República de Sajá, pero se conserva en el Fondo Diamantífero de Rusia (Kremlin de Moscú.) Nunca ha salido a la venta y por tanto resulta difícil determinar su valor.